# Spacer więźniów (według Dore)
Spacer więźniów (według Dorégo) (hol. De gevangenisbinnenplaats (naar Gustave Doré), ang. Prisoners Exercising (after Doré)) – obraz Vincenta van Gogha namalowany w dniach 10-11 lutego 1890 podczas pobytu artysty w miejscowości Saint-Rémy.
Nr kat.: F 669, JH 1885.

## Historia
Vincent van Gogh w czasie pobytu w szpitalu psychiatrycznym Saint-Paul-de-Mausole w Saint-Rémy malował kopie obrazów innych malarzy, których cenił, w tym Gustave'a Dorégo.
W liście do brata Theo pisał:
Próbowałem kopiować "Pijących mężczyzn" Daumiera i "Więźniów w więzieniu" Doré; to bardzo trudne.
Oryginał, miedzioryt zatytułowany Newgate: The Exercise Yard, wykonany został przez francuskiego malarza i rzeźbiarza Gustave'a Dorégo i opublikowany w 1872 przez Blancharda Jerrolda w londyńskim wydawnictwie  "London, a Pilgrimage". Kopię miedziorytu przesłał Vincentowi do Saint-Rémy jego brat.

## Opis

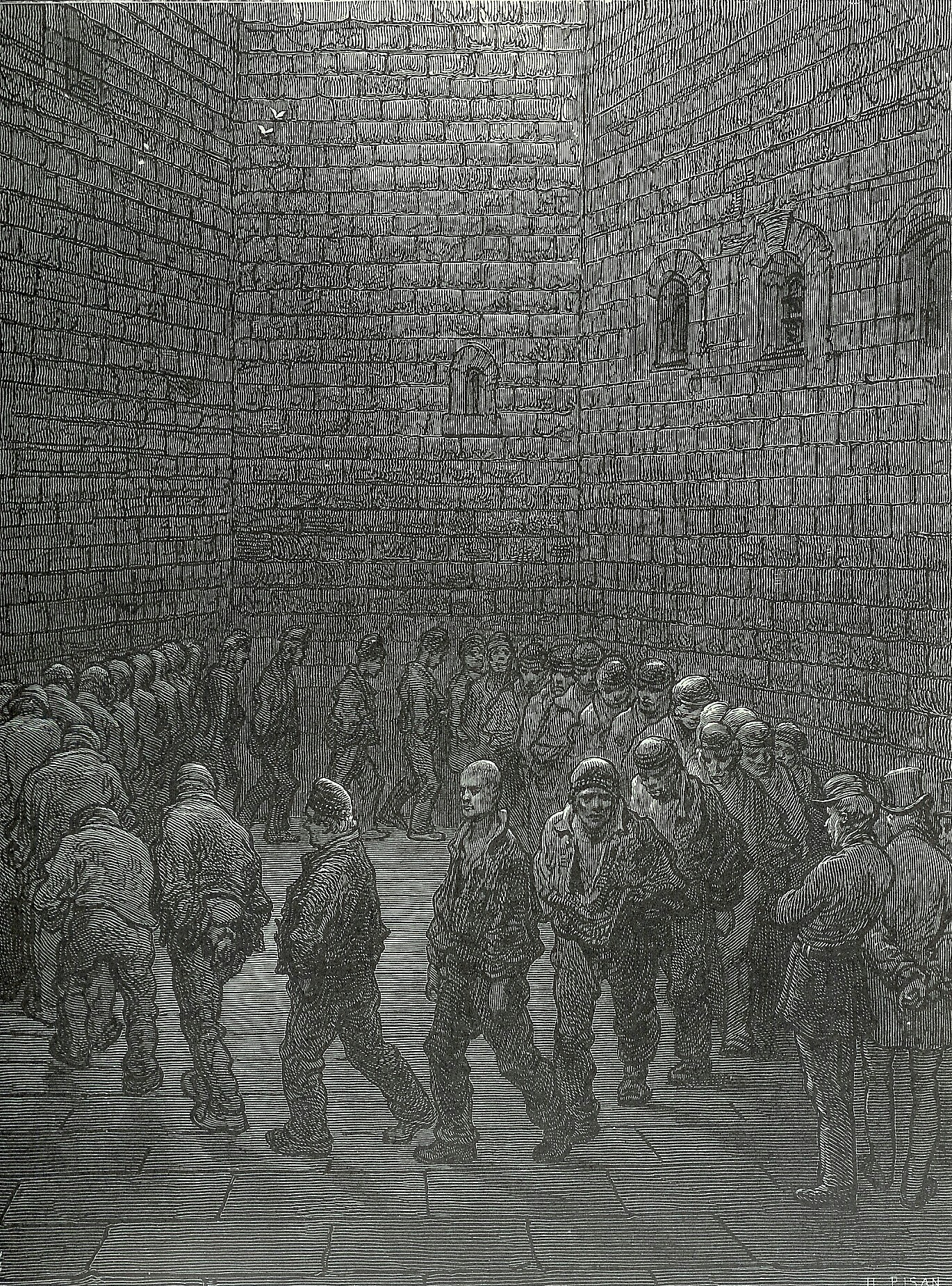
Miedzioryt Dorégo

Spacer więźniów należy do najbardziej uderzających obrazów van Gogha ze względu na to, że podjęty temat bardzo odpowiadał jego ówczesnej sytuacji życiowej – dobrowolnemu internowaniu. Biało-czarny miedzioryt Dorégo oddał van Gogh za pomocą delikatnej, chromatycznej faktury.
Kilku mężczyzn w cylindrach obserwuje obojętnie niemający końca spacer więźniów. Mieszczańska rzeczywistość obserwujących jest przeciwstawiona przygnębieniu skazanych. Van Gogh nadał nową interpretację dziełu Dorégo: podjęty temat był dla niego ucieleśnieniem jego własnego poczucia klaustrofobicznego zamknięcia i chęci wyrwania się z niego. Wędrówka w kółko była metaforą jego własnej egzystencji: głębokiego poczucia winy i gwałtownego pragnienia wolności. Niektórzy krytycy upatrywali w jednym z więźniów o jasnych włosach, jedynym, który nie ma czapki na głowie, autoportretu samego van Gogha. Zwracając się lekko w kierunku widza więzień ten sprawia wrażenie, jakby chciał wyrwać się z kręgu spacerujących.
Odniesienie do nadziei, a także nieodwracalnie utraconej wolności, stanowią również dwa białe motyle, niewidoczne na pierwszy rzut oka, lecące razem na tle wysokich murów otaczających przygnębiający dziedziniec więzienny.